# 20042 Mortillaro
20042 Mortillaro è un asteroide della fascia principale. Scoperto nel 1993, presenta un'orbita caratterizzata da un semiasse maggiore pari a 2,582778 UA e da un'eccentricità di 0,122815, inclinata di 8,542094° rispetto all'eclittica. Ha un diametro di 9,395 km.